# 아오토 가케루
아오토 가케루(일본어: 青戸 翔, 1996년 8월 9일~)는 일본의 축구 선수이다.

## 구단 경력
그는 2019년 일본 지역 리그의 도쿄 유나이티드 FC에 입단했다. 2020년부터 2021년까지 도쿄 23 FC와 오코시야스 교토 AC에서 뛰었다. 2022년 J3리그의 가마타마레 사누키로 이적했다. 2023년 테게바자로 미야자키로 이적했다. 2024년 일본 풋볼 리그의 오키나와 SV로 이적했다.